# Виборчий округ 9
Виборчий округ 9 — виборчий округ в Автономній Республіці Крим, який внаслідок окупації Кримського півострову Російською Федерацією в 2014 році, тимчасово не перебуває під контролем України і вибори в ньому не проводяться. В сучасному вигляді був утворений 28 квітня 2012 постановою ЦВК №82 (до цього моменту існувала інша система виборчих округів). Внаслідок подій 2014 року в цьому окрузі вибори були проведені лише один раз, а саме парламентські вибори 28 жовтня 2012. Станом на 2012 рік окружна виборча комісія цього округу розташовувалась в будівлі Первомайської сільської ради Сімферопольського району за адресою смт. Первомайське, вул. Леніна, 63.
До складу округу входять міста Армянськ і Красноперекопськ, а також Красноперекопський, Первомайський, Роздольненський і Чорноморський райони. Виборчий округ 9 межує з округом 186 на півночі, з округом 3 на сході, з округом 4 на півдні та обмежений узбережжями Чорного моря на заході і затоки Сиваш на північному сході. Виборчий округ №9 складається з виборчих дільниць під номерами 010319-010342, 010425-010433, 010435-010451, 010453-010493, 010684-010716, 010754-010767 та 010902-010914.

## Народні депутати від округу
| Ім'я                      | Фото | Партія          | Скликання | Дата набуття повноважень | Дата припинення повноважень |
| ------------------------- | ---- | --------------- | --------- | ------------------------ | --------------------------- |
| Нечаєв Олександр Ігоревич |      | Партія регіонів | 7-ме      | 12 грудня 2012           | 27 листопада 2014           |

## Результати виборів
Кандидати-мажоритарники:
- Нечаєв Олександр Ігоревич (Партія регіонів)
- Толочко Елла Петрівна (Комуністична партія України)
- Лесів Ігор Михайлович (Батьківщина)
- Мельник Володимир Олександрович (УДАР)
- Анелікова Євгенія Андріївна (самовисування)
- Грива Олег Олександрович (самовисування)
- Андрєєва Наталя Євгенівна (Партія зелених України)
- Ляшенко Олександр Юрійович (Народна партія)
- Кулєша Сергій Анатолійович (самовисування)
- Жаріков Іван Петрович (Об'єднані ліві і селяни)
- Плошихіна Наталя Василівна (Українська морська партія)
- Постєвая Тамара Григорівна (Українська партія «Зелена планета»)
- Канівець Наталія Іванівна (Держава)
- Іванов Володимир Кіндратович (Зелені)
- Лебедєв Ігор Володимирович (Молодіжна партія України)
- Мельнікова Тетяна Богданівна (Віче)
- Луміковський Микола Миколайович (Народна ініціатива)
- Муравейник Юрій Анатолійович (Союз. Чорнобиль. Україна.)
- Тарасов Валерій Іванович (Нова політика)